# Société suisse d'histoire
Pour les articles homonymes, voir SSH.
 (mai 2025).
La Société suisse d'histoire (SSH) est l'association faîtière des historiens suisses. Elle est créée le 7 avril 2001, faisant suite à la Société générale suisse d'histoire (SGSH). L'association a pour objectifs de promouvoir l'éducation en histoire et les sciences historiques en Suisse, ainsi que de soutenir la vulgarisation de résultats issus de la recherche. La société se comprend comme plaque tournante de l'histoire suisse[pourquoi ?].

## Structure
(mai 2025).
Le comité directeur est l'organe dirigeant la société. Le secrétariat général assume la partie opérationnelle. Quatre départements se répartissent les différentes tâches : Politique scientifique et relations internationales, Manifestations scientifiques, Recherche fondamentale et Intérêts de la profession.
Des associations historiques nationales ou des institutions de recherche historique non universitaires peuvent s'associer à la SSH comme section. Cette forme d'affiliation particulière est réglée par contrat individuel. Les sections sont représentées dans le comité directeur, mais n'ont qu'une voie consultative. Les associations et sociétés suivantes sont des sections de la SSH :
- Association des archivistes suisses (AAS)
- Association « histoire et informatique »
- Association d'histoire ecclésiastique suisse (AHES)
- Association suisse des étudiant(e)s en histoire (ASEH)
- Association suisse d’histoire et de sciences militaires (ASHSM)
- Association « traverse »
- Société suisse d'études généalogiques (SSEG)
- Société suisse d'histoire économique et sociale (SSHES)
- Société suisse des professeurs d'histoire (SSPH)

En association avec l'Académie suisse des sciences humaines et sociales, la SSH a mis sur pied infoclio.ch en tant que structure nationale pour la promotion, la conservation et le développement continu et coordonné des infrastructures numériques pour les sciences historiques en Suisse.

## Revue suisse d'histoire
La SSH édite trois fois par an la Revue suisse d'histoire (RSH), qui fait suite à l'Indicateur de l'histoire suisse (1873-1920) et à la Revue d'histoire suisse (1921-1950). Elle publie en allemand, français et italien (avec des résumés en anglais) des articles scientifiques sur l'histoire de la Suisse et sur l'histoire générale, ainsi que des débats et comptes-rendus. Des numéros thématiques sont publiés depuis 1995.
La parution a lieu simultanément sous formes imprimée et numérique. Tous les numéros sont accessibles gratuitement sur Internet après un délai d'attente d'un an.